# Palazzo del Parlamento del Québec
Il Palazzo del Parlamento del Québec (in francese: Hôtel du Parlement du Québec; in inglese: Québec Parliament Building) è un edificio situato a Québec, che ospita la sede del Parlamento del Quebec.

## Storia
L'edificio fu progettato dall'architetto Eugène-Étienne Taché e fu costruito dal 1877 al 1886.

## Descrizione
L'edificio, alto 8 piani per 52 metri, si trova in Place de l'Assemblée nationale, appena fuori le mura dell'antica Québec; questa zona fa parte del comune di La Cité-Limoilou.